# 277-ма піхотна дивізія (Третій Рейх)
277-ма піхотна дивізія (Третій Рейх) (нім. 277. Infanterie-Division) — піхотна дивізія Вермахту за часів Другої світової війни.

## Райони бойових дій
- Німеччина (травень — липень 1940)
- Німеччина (грудень 1943 — січень 1944)
- Хорватія (січень — лютий 1944)
- Франція (лютий — серпень 1944)

## Командування

### Командири
- генерал-лейтенант Карл Граф (нім. Karl Graf) (15 червня — 22 липня 1940);
- генерал-лейтенант Гельмут Гуффманн (нім. Helmuth Huffmann) (10 грудня 1943 — 5 квітня 1944);
- генерал військ зв'язку Альберт Праун (нім. Albert Praun) (5 квітня — 10 серпня 1944).